# Пилипець Тетяна Миколаївна
Тетяна Миколаївна Пилипець  (нар. 10 травня 1975, Львів) — українська бібліотекарка, організаторка і модераторка фестивалів, бібліотечна тренерка та лекторка.

## Біографія
Навчалась у школі №78, а згодом на філологічному факультеті ЛНУ ім. Івана Франка. У 1997—2016 роках працювала провідною бібліотекаркою у Львівській міській центральній дитячій бібліотеці.
2015 р.  балотувалася до Львівської міської ради 7-го скликання на місцевих виборах за підтримки Української галицької партії.
2016 року обійняла посаду директорки народного дому Збоїщ.  З грудня 2016 року Тетяна Пилипець обіймає посаду директорки Львівської обласної бібліотеки для юнацтва ім. Р. Іваничука.
У 2018р. одержала подяку від міського голови за «активну участь у культурному житті міста, незгладимий внесок в організації загальноміських свят і фестивалів, щирий і запальний дух та з нагоди дня міста» 2019р. Отримала звання «Заслужений працівник культури України».
Співорганізаторка та авторка фестивалю «Кальміюс» і Першого всеукраїнського форуму військових письменників,". Модераторка літературних зустрічей та презентацій (ВСЛ, «Фабула», Урбіно), бібліотечна тренерка та лекторка. Ведуча численних міських свят і фестивалів, концертів («Свято пампуха», «Різдво у гаю», «Великоднього ярмарку», «Національного свята шоколаду»); проєкту «Чубай. Україна. Любов». Взяла участь у проєкті схуднення.
У 2024 році резидентка мистецької резиденції "Слово" заснованій Харківським літературним музеєм.
Одружена, має сина та доньку.